# Aksel Larsen

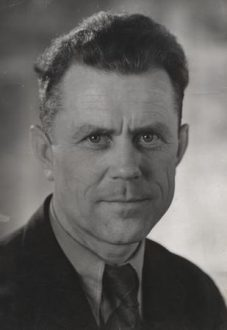
Aksel Larsen (etwa 1959)

Aksel Larsen (* 5. August 1897 in Odense; † 10. Januar 1972 in Frederiksberg) war ein dänischer Politiker. Er war von 1932 bis 1958 Vorsitzender der Kommunistischen Partei Dänemarks (DKP) und 1959 bis 1968 Vorsitzender der Sozialistischen Volkspartei.

## Leben
Bis 1914 besuchte er eine Schule in Odense und arbeitete danach als Eisenbahner, Textilarbeiter und Arbeiter in einer Maschinenfabrik. 1919 trat er der Sozialdemokratischen Partei Dänemarks bei, 1920 der Kommunistischen Partei Dänemarks.
In den 1920ern besuchte er die UdSSR, wo er einen Kurs an der Internationalen Lenin-Schule belegte. Dort unterstützte er eine Zeitlang die trotzkistische Opposition der Kommunistischen Partei der Sowjetunion. Mit deren Niederlage wurde er aufgrund seiner Ansichten aufgefordert Selbstkritik zu üben und 1929 zurück nach Dänemark geschickt.
Dort wurde er 1932 Vorsitzender der Kommunistischen Partei Dänemarks und im selben Jahr zum Abgeordneten des Folketing gewählt. 
Während der deutschen Besetzung Dänemarks wurde er von der Gestapo verhaftet und bis zum April 1945 im KZ Sachsenhausen und im KZ Neuengamme inhaftiert. Nach der Befreiung Dänemarks und dem Ende des Zweiten Weltkriegs wurde Larsen Minister ohne Geschäftsbereich der Übergangsregierung und führte die DKP bei den Wahlen im Oktober 1945 mit 10 % der Stimmen zum besten Wahlergebnis ihrer Geschichte.
1956 verurteilte er die Niederschlagung des Ungarn-Aufstandes, was zu einem Konflikt mit den anderen Mitgliedern der Parteiführung führte. Larsen wurde u. a. deshalb 1958 aus der DKP ausgeschlossen.
1959 gehörte er zu den Gründern der Sozialistischen Volkspartei (Socialistisk Folkeparti). Er blieb bis 1968 deren Vorsitzender und bis zu seinem Tod 1972 ihr Abgeordneter.
2005 kam eine Gruppe von Historikern zu dem Schluss, dass Larsen während seiner Zeit als Vorsitzender der Sozialistischen Volkspartei „[...] offensichtlich der Agent eines der westlichen Geheimdienste war.“